# Вероизповедания в община Сливен
Протестантите в Сливен са представени от евангелски петдесятници, адвентисти и баптисти. В града има и вярващи, причислени към арменската апостолическа църква.

## Графика на верския състав
| Принадлежност       | % от населението на Община Сливен, дало отговор за вероизповеданието си (86 933) | % от населението на Община Сливен, дало отговор за вероизповеданието си (86 933) |
| ------------------- | -------------------------------------------------------------------------------- | -------------------------------------------------------------------------------- |
| Християни           | 81.45                                                                            | 81.45                                                                            |
| Източноправославни  | 76.67                                                                            | 76.67                                                                            |
| Протестанти         | 4.32                                                                             | 4.32                                                                             |
| Католици            | 0.46                                                                             | 0.46                                                                             |
| Ислям               | 2.84                                                                             | 2.84                                                                             |
| Не се самоопределят | 7.16                                                                             | 7.16                                                                             |
| Нерелигиозни        | 8.47                                                                             | 8.47                                                                             |
| Общо                | 100                                                                              | 100                                                                              |